# Constance d'York
Titre
Comtesse de Gloucester
29 septembre 1397 – 3 novembre 1399
(2 ans, 1 mois et 5 jours)
Constance d'York (vers 1375 – 28 novembre 1416) est la fille unique d'Edmond de Langley et de son épouse Isabelle de Castille.

## Famille
Constance est née vers 1375, unique fille d'Edmond de Langley, quatrième fils du roi Édouard III d'Angleterre et de Philippa de Hainaut, et de son épouse, Isabelle de Castille, la plus jeune fille du roi Pierre Ier de Castille et de sa maîtresse Marie de Padilla. 
Ses frères sont le second duc d'York Édouard d'York et le comte de Cambridge Richard de Conisburgh.

## Complots contreHenriIV
Constance épouse en 1379 Thomas le Despenser qui est créé comte de Gloucester par le roi Richard II le 29 septembre 1397, mais après la déposition de Richard et l'accession du roi Henri IV, certaines de ses terres sont saisies et on lui retire son comté. En conséquence, fin décembre 1399, lui et d'autres se joignirent à un complot, connu sous le nom de Soulèvement de l'Épiphanie, pour assassiner le roi Henri et remettre le roi Richard sur le trône. Selon une chronique française, les conjurés ont été trahis par le frère de Constance, Édouard d'York ; cependant les chroniques anglaises contemporaines ne font aucune mention du rôle présumé d'Edouard. Gloucester échappe à la capture immédiate, mais est finalement remis aux autorités de Bristol, où il est décapité le 16 janvier 1400. Après la mort de son mari, Constance obtient un important douaire et la garde de son fils en raison de sa parenté étroite avec le roi. 
En février 1405, lors de la rébellion d'Owain Glyndŵr, Constance elle-même incite à un complot pour enlever le jeune Edmond Mortimer, et son frère, Roger Mortimer, au château de Windsor, ayant apparemment l'intention de livrer le jeune comte, qui avait les meilleurs droits au trône de tous les rivaux d'Henri IV, à son oncle, Edmond Mortimer, qui était marié à la fille de Glyndwr. [réf. nécessaire]   Le jeune Edmond Mortimer et son frère ont été repris avant d'entrer au Pays de Galles. Constance a impliqué son frère aîné, Édouard d'York, dans le complot, à la suite de quoi il a été emprisonné pendant 17 semaines au château de Pevensey, mais il finit par retrouver la faveur d'Henri IV et Constance peut retrouver ses biens saisis qui avait été envoyé au château de Kenilworth. 
Constance meurt en 1416, après l'accession de Henri V, survivant à ses deux frères, et elle est enterrée à l'Abbaye de Reading. [réf. nécessaire]

## Mariage et descendance
Peu de temps avant le 7 novembre 1379, Constance épousa Thomas le Despenser (1373-1400), troisième mais premier fils survivant d'Edouard le Despenser et d'Elizabeth Burghersh, avec qui elle eut deux fils et deux filles : 
- Richard le Despenser (1396-1414). Il épouse Éléonore Neville (1397-1472), fille de Ralph Neville et de Jeanne Beaufort. Il meurt jeune et sans descendance.
- Élisabeth (1398, morte jeune).
- Hugues le Despenser (1400-1401).
- Isabelle (1400-1439), née après l'exécution de son père. Elle épouse tout d'abord, Richard Beauchamp, comte de Worcester (décédé en 1422) avec qui elle a une fille, Elizabeth, Lady Abergavenny (née en 1415). Après la mort de Worcester, elle épouse Richard de Beauchamp ; ils étaient les parents d'Henry de Beauchamp et d'Anne de Beauchamp.

Après la mort de son mari, Constance a été fiancée ou a été la maîtresse d'Edmond Holland (1383-1408), par qui elle a en 1406 une fille illégitime, Éléonore Holland, qui épousera James Tuchet (décédé en 1459). En 1407, Edmond Holland épousera finalement Lucia Visconti.

## Sources
- George Edward Cokayne, The Complete Peerage, edited by Geoffrey H. White, vol. XII (2), Londres, St. Catherine Press, 1959
- G.L. Harriss, Richard, earl of Cambridge (1385–1415), Oxford Dictionary of National Biography, 2004 (DOI 10.1093/ref:odnb/23502, lire en ligne)  (subscription required)
- Rosemary Horrox, Edward, second duke of York (c.1373–1415), vol. 1, Oxford Dictionary of National Biography, 2004 (DOI 10.1093/ref:odnb/22356, lire en ligne)
- T.B. Pugh, Henry V and the Southampton Plot of 1415, Alan Sutton, 1988
- Douglas Richardson, Magna Carta Ancestry : A Study in Colonial and Medieval Families, ed. Kimball G. Everingham, vol. I, Salt Lake City, 2011, 2e éd. (ISBN 978-1-4499-6637-9 et 1-4499-6637-3)
- James Tait, 'Plantagenet', Edward, vol. 45, Dictionary of National Biography, 1885–1890, 1896, 401–4 p. (lire en ligne)
- Anthony Tuck, Edmund, first duke of York (1341–1402), vol. 1, Oxford Dictionary of National Biography, 2004 (DOI 10.1093/ref:odnb/16023, lire en ligne)
- Texte intégral de Edward of Langley, 2nd Duke of York sur Wikisource[Quoi ?] : Dictionary of National Biography, 1885–1900, Volume 45
- Liss, Peggy K., Isabel the Queen, New York: Oxford University Press, 1992.
- Reston, James, Dogs of God, New York: Doubleday, 2005.